# Uwe Reinders
Uwe Reinders est un footballeur allemand né le 19 janvier 1955 à Essen. Il était attaquant.

## Biographie
Après avoir joué en Allemagne, principalement au Werder Brême, il évolue en France : à Bordeaux et au Stade rennais. 
Il participe à la Coupe du monde de football 1982 avec la RFA. Il compte 4 sélections et un but avec l'équipe de RFA.

## Carrière

### Joueur
- 1974-1977 :  Schwarz-Weiss Essen
- 1977-1985 :  Werder Brême
- 1985-1986 :  Girondins de Bordeaux
- 1986-1987 :  Stade rennais
- 1987-1989 :  Eintracht Brunswick

### Entraîneur
- 1989-1990 :  Eintracht Brunswick
- 1990-1992 :  Hansa Rostock
- 1992-1993 :  MSV Duisbourg
- 1993-1994 :  Hertha BSC Berlin
- 1996-1997 :  Sachsen Leipzig
- 2002-2004 :  Eintracht Brunswick
- 2005 :  1. FC Pforzheim
- 2005 :  Brinkumer SV
- 2011 :  FC Oberneuland

## Palmarès

### En club
- Vainqueur de la Coupe de France en 1986 avec les Girondins de Bordeaux.
- Champion d'Allemagne de 2.Bundesliga en 1981 avec le Werder Brême.
- Vainqueur de la Coupe Kirin en 1982 avec le Werder Brême.
- Vice-champion d'Allemagne en 1983 et en 1985 avec le Werder Brême.

### En équipe de RFA
- 4 sélections en 1982
- Participation à la Coupe du Monde en 1982 (Finaliste)

### Distinction individuelle
- Meilleur buteur de la Coupe de France en 1986  avec les Girondins de Bordeaux (6 buts)